# Rohrer Kurve
| Rohrer Kurve                                                                                              | Rohrer Kurve         |
| --- | -------------------- |
| Schematischer Spurplan (alter Stand von ca. 2011, vor Umplanung auf eine durchgängig höhenfreie Variante) |                      |
| Streckennummer (DB):                                                                                      | 4873                 |
| Streckenlänge:                                                                                            | 0,8 km               |
| Spurweite:                                                                                                | 1435 mm (Normalspur) |
| Stromsystem:                                                                                              | 15 kV, 16,7 Hz ~     |
| Maximale Neigung:                                                                                         | 26,9 ‰               |
| Minimaler Radius:                                                                                         | 320 m                |
| Streckengeschwindigkeit:                                                                                  | ca. 80 km/h          |
| Zweigleisigkeit:                                                                                          | durchgehend          |
| |                      |

Die Rohrer Kurve war eine im Zuge des Projekts Stuttgart 21 geplante Bahnstrecke in Baden-Württemberg. Sie sollte im Bereich des Stuttgarter Stadtteils Rohr die Gäubahn mit der Bahnstrecke Stuttgart-Rohr–Filderstadt verbinden und trägt daher dessen Namen.
Mit Einreichung des Planfeststellungsantrags für den Pfaffensteigtunnel sollte der Planfeststellungsantrag für den Abschnitt 1.3b, einschließlich der Rohrer Kurve, aufgegeben werden. Dies ist im April 2024 erfolgt.

## Verlauf
Zur Realisierung der höhenfreien Ausfädelung der Rohrer Kurve aus der Strecke Stuttgart–Horb sollte das Streckengleis Horb–Stuttgart auf eine neue Trasse durch einen neuen Berghautunnel östlich des bestehenden Berghautunnels verlegt werden. Das ursprüngliche Streckengleis im bestehenden Tunnel sollte dann als das zum Flughafen führende Gleis der Rohrer Kurve genutzt werden. Die Einfädelung der Rohrer Kurve in die Strecke zum Flughafen wäre ebenfalls höhenfrei erfolgt.

## Geschichte
Im Zuge der Machbarkeitsstudie des Projekts Stuttgart 21 war vorgesehen, die Strecke eingleisig höhengleich in die Gäubahn, aber zweigleisig höhenfrei in die Filderstrecke einzufädeln. Die Rohrer Kurve war Teil der Antragstrasse, die von der Deutschen Bahn in das am 6. Dezember 1996 beantragte Raumordnungsverfahren eingebracht wurde. Die Strecke war ursprünglich Teil des Planfeststellungsabschnitts 1.3 des Projekts Stuttgart 21, für den die Planfeststellung erstmals 2002 eingeleitet wurde.
Nach einem späteren Planungsstand war eine höhenfreie Ausfädelung von Horb und eine höhengleiche Einfädelung zum Flughafen vorgesehen. Kritiker bemängelten die nicht durchgehend kreuzungsfrei ausgelegte Kurve. In einem Spitzengespräch einigten sich am 6. März 2015 Vertreter der Projektpartner Bahn, Land und Stadt darauf, auch die Verbindung vom Flughafen in Richtung Böblingen kreuzungsfrei auszubauen. Die Mehrkosten von etwa zehn Millionen Euro sollen sich Bahn und Land teilen. Ebenfalls beschlossen wurde eine Aufweitung des Tunnels Rohrer Kurve auf ein für den Fernverkehr geeignetes Maß. Das Land soll die damit verbundenen Kosten von bis zu 15 Millionen Euro tragen.
Um die Neubaustrecke nördlich des Flughafens und den Fernbahnhof einschließlich seiner Anbindung über den Flughafentunnel trotz dieser Umplanungen zügig realisieren zu können, erfolgte eine Aufteilung in die Planfeststellungsabschnitte 1.3a und 1.3b.
Im Rahmen des Deutschlandtakts wurde Mitte 2020 erstmals der Neubau eines Tunnels zwischen dem Flughafenbahnhof und der Gäubahn zwischen Rohr und Böblingen erwogen. Die Rohrer Kurve wäre in diesem Fall entbehrlich. Mit dem im April 2024 eingereichten Planfeststellungsantrag für den Pfaffensteigtunnel wird die Planung mit der Rohrer Kurve nicht mehr weiter verfolgt.
Vom 26. bis 29. April 2021 hatte in der Messe Stuttgart noch der Erörterungstermin für den Planfeststellungsabschnitt 1.3b (Gäubahnführung einschließlich Rohrer Kurve) stattgefunden, in welchem rund 3300 Einwendungen gegen die Antragstrasse erörtert wurden.

## Erwartetes Verkehrsaufkommen
Dem 2009 abgeschlossenen Finanzierungsvertrag liegt das „Betriebsszenario 2015“ zu Grunde, das auf der Machbarkeitsstudie von 1994 fußt und im Rahmen des „Verkehrsgutachtens Stuttgart 21“ 1997 weiterentwickelt wurde. Die nachfrageorientierte Angebotsprognose war auf den Rahmenbedingungen und Eckdaten des Bundesverkehrswegeplans 1992 begründet und die für den Bundesverkehrswegeplan 2003 (BVWP 2003) bereits vorliegende Verkehrsprognose 2015 (von 2001, für das Jahr 2015) berücksichtigt. Dies wurde 2004, nach Verabschiedung des BVWP 2003, nochmals angepasst und letztlich auch dem Stuttgart-21-Finanzierungsvertrag von 2009 zu Grunde gelegt. Dabei wurde werktäglich im Bereich der Rohrer Kurve mit folgendem Verkehrsaufkommen gerechnet:
- 46 Regionalzüge und 16 Fernverkehrszüge von und nach Böblingen–Stuttgart Flughafen/Messe
- 98 S-Bahn-Züge und zwei Güterzüge von und nach Böblingen–Stuttgart-Vaihingen
- 98 S-Bahn-Züge Stuttgart-Vaihingen–Stuttgart Flughafen/Messe

## Technik
Im Zuge des Digitalen Knotens Stuttgart sollte die Strecke in ein Digitales Stellwerk integriert sowie mit ETCS sowie automatisiertem Fahrbetrieb ausgerüstet werden. Die Strecke soll mit ETCS Level 2 ausgerüstet werden. Die Kurve gehörte zum Stell- und RBC-Bereich S-Bahn, der von einem in Waiblingen entstehenden Bedien- und Technikstandort gesteuert werden soll.